# Station Bratislava-Lamač

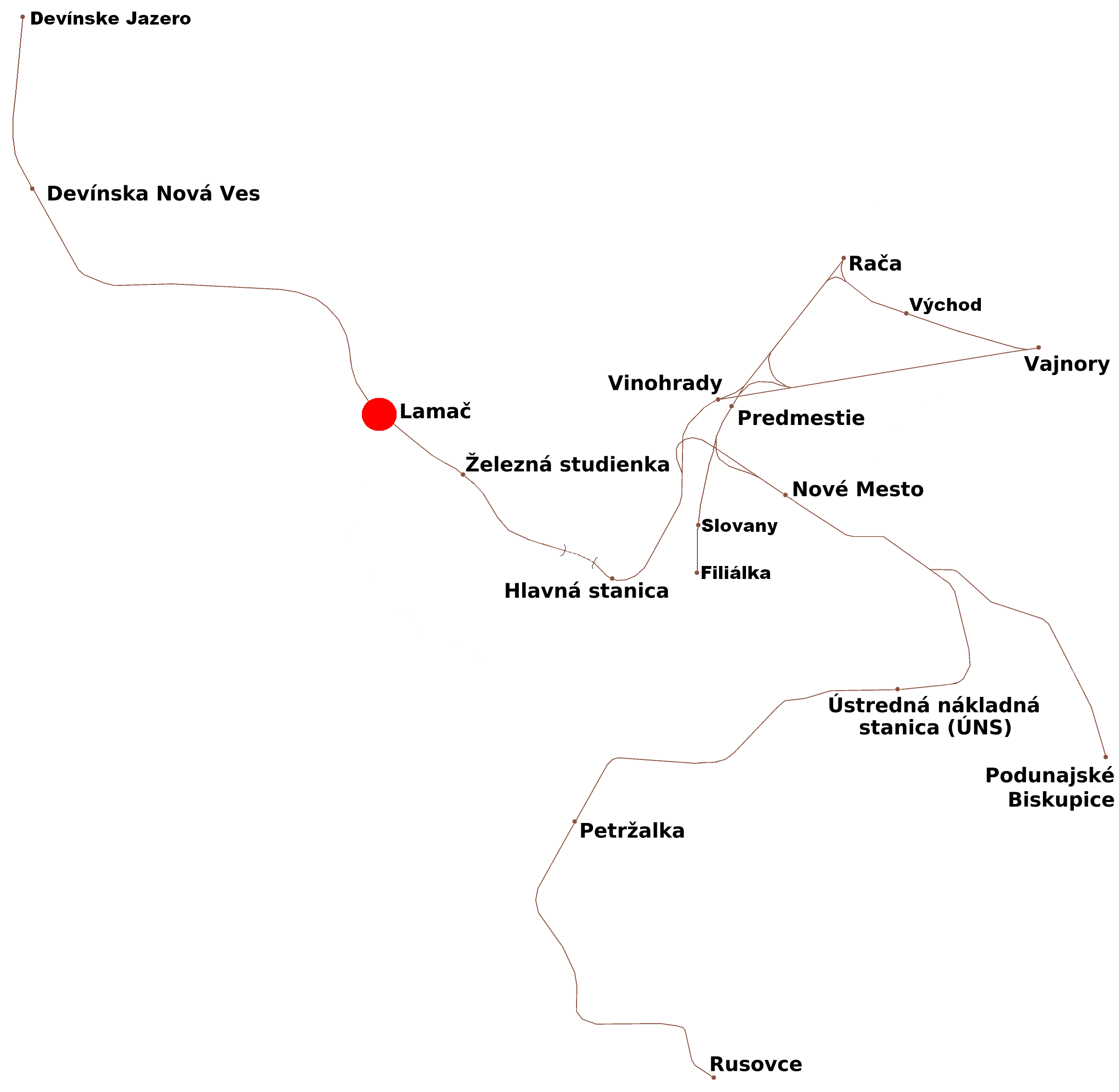
Situering ten overstaan van de andere stations in Bratislava.

Station Bratislava-Lamač (Slowaaks: Železničná stanica Bratislava-Lamač) is een reizigersstation in de Slowaakse hoofdstad Bratislava.

## Geschiedenis
De treinshalte werd op 20 augustus 1848 in dienst gesteld en maakte destijds deel uit van de lijn Bratislava - Wenen. 
Teneinde het overladen van stenen uit de nabijgelegen steengroeve in goederentreinen mogelijk te maken, werd in 1924 een smalspoor van de winplaats naar dit station aangelegd.
Het stationsemplacement omvat slechts vier sporen en is het kleinste van de hoofdstad.
In 2007 werden zowel het stationsgebouw als perron 1 gelijktijdig ingrijpend vernieuwd.

## Ligging
Station Bratislava-Lamač ligt aan de Lamačská cesta (vertaald: Lamačská-steenweg), in het stadsdeel Lamač (IVe district), aan de grens met het stadsdeel Dúbravka. Het bevindt zich in noordoostelijke richting op een afstand van ongeveer vijf kilometer van het oude stadscentrum Staré Mesto en maakt deel uit van spoorlijnen:
- 100 (Bratislava - Marchegg),
- 110 (Bratislava - Kúty).

## Verkeer
De regionale treinen S20 (OS) stoppen in dit station (10 paar per dag).

## Openbaar vervoer
Tegenover het station ligt de halte Stanica Lamač voor stedelijke en regionale autobusdiensten.